# VuuV Festival
VooV (tidligere VuuV Experience) er en årlig  psykedelisk trance musikfestival med 10.000 til 20.000 besøgende.
Det blev lanceret i 1991 og er en af de ældste ravefester i Tyskland. Fra at være en lille fest med omkring 100 mennesker er den nu en af de store ravefester i Europa. Efter flere flytninger, blev VuuV's sted siden 2001 i Putlitz. I 2007 flyttede de tilbage til Antaro som blev det sted de lavede flest fester.